# Nembo 7 Litri
Der Nembo 7 Litri (alternativ: Nembo Sette Litri) war ein Sportwagen, den das italienische Karosseriewerk Neri e Bonacini 1966 in einem oder zwei Exemplaren herstellte. Das Auto basierteauf dem Bizzarrini GT 5300 und wurde von einem namensgebenden 7,0 Liter großen Motor von Ford angetrieben. Der Nembo 7 Litri beeinflusste die Entwicklung des ab 1968 in kleiner Auflage hergestellten Straßensportwagens Iso Grifo 7 Litri.

## Entstehungsgeschichte

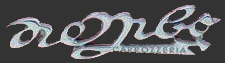
Nembo-Logo von Neri e Bonacini

Das 1960 in Modena gegründete Karosseriewerk Neri e Bonacini stellte schwerpunktmäßig Sonderkarosserien für Sportwagen her. Im Laufe der Jahre wurden Fahrgestelle von Ferrari, Lamborghini, Serenissima, Aguzzoli und anderen Herstellern meist als Auftragsarbeiten für private Kunden, aber auch für Motorsportteams mit individuellen Aufbauten versehen. Einige dieser Fahrzeuge erhielten die Modellbezeichnung Nembo. Unter ihnen sind die Nembo Ferraris, die vielfach als die schönsten klassischen Ferraris mit Sonderaufbauten angesehen werden.
In diesem Umfeld entstand der Nembo 7 Litri. Er baut auf dem von Giotto Bizzarrini konstruierten Sportwagen Bizzarrini GT 5300 auf, der ab 1965 in Kleinserie produziert wurde und mit dem Straßensportwagen Iso Grifo GL verwandt war. Bizzarrini stattete den GT 5300 regelmäßig mit einem 5,4 Liter großen Achtzylinder-V-Motor von Chevrolet aus, der in der höchsten Tuningstufe 405, nach anderen Quellen sogar 420 SAE-PS leistete. In diesen Ausführungen brachte Bizzarrini den Wagen 1965 und 1966 wiederholt bei Rennen der Sportwagen-Weltmeisterschaft an den Start, erzielte mit ihm – anders als mit dem Vorgänger Iso Grifo A3/C – aber keine Erfolge mehr.
Neri e Bonacini entwickelte den Nembo 7 Litri auf der Basis von Bizzarrinis GT-5300-Konstruktion. Mehreren Quellen zufolge ging das Projekt auf einen namentlich nicht genannten US-amerikanischen Kunden zurück, der nach einer leistungsstärkeren Variante des GT 5300 verlangte. Ob der Nembo 7 Litri ein Ausgangspunkt für ein mögliches Serienmodell sein sollte, wird in der Automobilliteratur unterschiedlich gesehen. 1967 stellte Neri e Bonacini den Betrieb ein.

## Modellbeschreibung
Der Nembo 7 Litri wird in der Literatur als „Abwandlung des Bizzarrini GT 5300“ beschrieben. In den bekannten Übersichten über die einzelnen Bizzarrini-Chassis gibt es auch keine Hinweise darauf, dass Neri e Bonacini einen bereits existierenden Bizzarrini 5300 nachträglich zum Nembo umbaute. Demnach nutzte der Nembo ein außer der Reihe produziertes Chassis und eine eigenständige Karosserie.

### Chassis und Fahrwerk
Zeitgenössischen Beschreibungen zufolge entsprachen Chassis und Fahrwerk des Nembo 7 Litri dem des regulären Bizzarrini GT 5300. Grundlage ist ein Halb-Monocoque aus Aluminiumblechen, das allerdings zusätzlich verstärkt war, um den schweren Motor zu tragen. Die hintere Radaufhängung hat eine starre De-Dion-Achse, die vorderen Räder sind einzeln an Doppelquerlenkern aufgehängt.

### Karosserie
Die Karosserie des Nembo 7 Litri stimmte stilistisch weitgehend mit dem von Giotto Bizzarrini und Piero Vanni entworfenen Aufbau des Bizzarrini GT 5300 (und dem des Iso Grifo A3/C) überein. Das Auto war ein zweitüriges Coupé mit lang auslaufendem Fließheck. Im Vergleich zum Bizzarrini GT 5300 war das Dach des Nembo ungeachtet der unveränderten Frontscheibe geringfügig niedriger. Der Nembo hatte weder vorne noch hinten Stoßstangen. Die hinteren Entlüftungsöffnungen des Nembo waren anders geformt als die des Bizzarrini, und am Heck hatte der Nembo insgesamt vier statt zwei runde Rückleuchten. Besondere Merkmale der Nembo-Karosserie waren doppelte Entlüftungsöffnungen in den vorderen Kotflügeln, die deutlich größer waren als die beim Bizzarrini GT 5300, sowie eine hohe Wölbung auf der Motorhaube, die wegen des großen Motors erforderlich war.
Die Karosserie bestand aus Aluminiumblechen.
Wer den Nembo-Aufbau herstellte, ist unbekannt. Bizzarrini bezog die Aufbauten für den Iso A3/C bis 1965 bei Piero Drogos Carrozzeria Sports Cars und die Karosserien des GT 5300 bis 1966 von der Carrozzeria BBM. Bei Drogos Aufbauten waren die einzelnen Karosseriebleche mit Nieten verbunden, die BBM-Karosserien waren hingegen glattfächig. Der Nembo-Aufbau hatte keine Nieten, sodass es naheliegt, dass Drogo als Karosseriehersteller ausscheidet. Möglich ist, dass BBM einen Aufbau beisteuerte; in Betracht kommt aber auch, dass Neri e Bonacini die Karosserie nach dem gängigen Entwurf selbst herstellte.

### Motorisierung

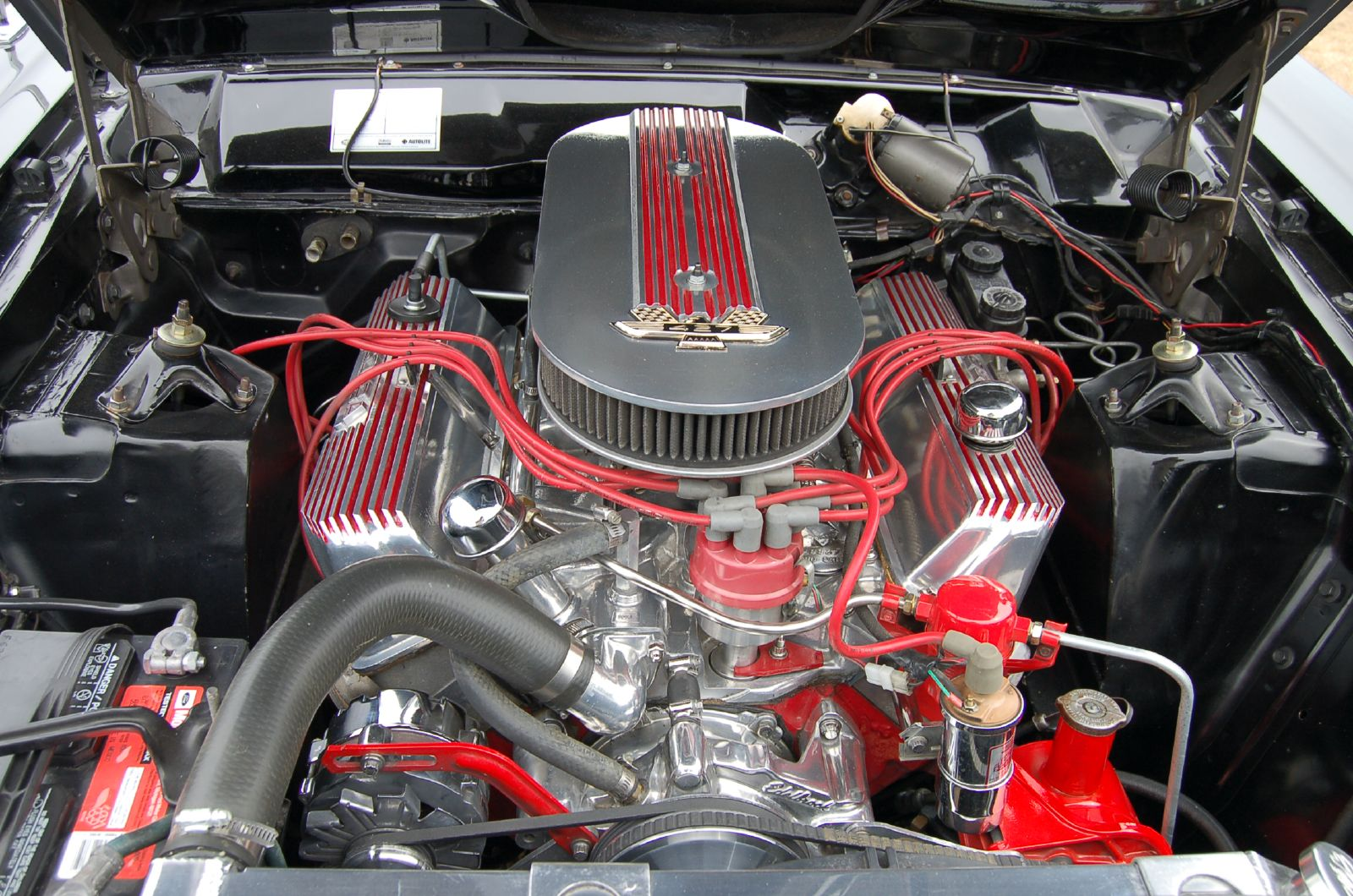
Ford-Achtzylinder der FE-Reihe (427 cui)

Der Nembo 7 Litri wurde von einem Achtzylinder-V-Motor des US-amerikanischen Großserienherstellers Ford angetrieben, der von Holman-Moody getunt worden war. Die verfügbaren Quellen geben den Hubraum (wahrscheinlich gerundet) übereinstimmend mit 7000 cm³ an. Zur Gemischaufbereitung wurden zwei Vierfachvergaser von Holley eingesetzt. Die Leistung soll bei ungefähr 500 PS gelegen haben, die bei 9500 Umdrehungen pro Minute anfielen.
Die genaue Spezifikation des Motors ist nicht überliefert. Ausgehend von dem Motorenangebot der Ford Motor Corporation im Jahr 1965 war es eine Variante von Fords FE-Reihe (sog. Side-Oiler) mit 6981 cm³ (427 cui). Diese 1963 eingeführte Konstruktion wurde ab 1964 unter anderem in NASCAR-Rennwagen von Holman-Moody eingesetzt, fand sich aber auch im Ford GT40, der ab 1965 in der Sportwagen-Weltmeisterschaft an den Start ging.

## Produktion
Die Arbeiten am Nembo 7 Litri begannen in der zweiten Jahreshälfte 1965. Im Januar 1966 war das (erste) Auto fertiggestellt. Eine italienische Dokumentation aus dem Januar 1966 bezeichnet den Nembo 7 Litri sinngemäß als die erste Neuheit des Automobiljahrgangs 1966. Die teilweise in der jüngeren Automobilliteratur zu findende Angabe, der Wagen sei 1967 gebaut worden, kann deshalb nicht richtig sein.
Belegt ist die Produktion eines Fahrzeugs, das im Januar 1966 erstmals gezeigt wurde von dem von dem mehrere zeitgenössische Fotografien existieren. Einer Pressemeldung zufolge sollte das Auto im Frühjahr 1966 in die USA exportiert werden. Zur gleichen Zeit habe Nembo e Bonacini die Bestellung für ein weiteres Auto erhalten. Zum Verbleib des oder der Nembo 7 Litri gibt es keine Informationen.

## Bedeutung

### Neri e Bonacini
Für Neri e Bonacini hatte der Nembo 7 Litri keine unmittelbare Bedeutung. Mehr als ein oder zwei Fahrzeuge stellte das Unternehmen nicht her. 1965 arbeitete Neri e Bonacini an einem von Renzo Rivolta und Giotto Bizzarrini entworfenen Rennsportwagen, der in der Literatur unter den Bezeichnungen Iso Rivolta Daytona, Strale Daytona und als Nembo II zu finden ist und von dem eine Serienfertigung angekündigt war. Teilweise wird vermutet, dass der Nembo 7 Litri als Show Car vor allem die Aufmerksamkeit der Öffentlichkeit auf Neri e Bonacini lenken sollte, um einen Markt für den Daytona/Nembo II zu schaffen.

### Bizzarrini
Giotto Bizzarrini griff das Konzept des Nembo 7 Litri in der Sportwagen-Weltmeisterschaft 1967 auf. Obwohl sich das Werk mittlerweile vorrangig mit dem neuen Mittelmotorsportwagen P 538 beschäftigte, gab es Bemühungen, den inzwischen vier Jahre alten GT 5300 noch leistungsstärker und damit wettbewerbsfähiger zu machen. Im Frühjahr 1967 rüstete Bizzarrini das 1966 aufgebaute und bereits mehrfach bei Rennen eingesetzte Auto mit der Fahrgestellnummer BA4-0106 mit einem 7,0 Liter großen Achtzylinder-V-Motor von Ford aus. Detailangaben zu diesem Motor sind nicht dokumentiert; da der Motor über 500 PS leisten sollte und von Holman-Moody bezogen wurde, spricht vieles dafür, dass es ein 427-Side-Oiler und damit die gleiche Konstruktion wie im Nembo 7 Litri war. Das Chassis B4-0106 ist nicht identisch mit dem Nembo 7 Litri von 1966. In dieser Sieben-Liter-Version wurde der Bizzarrini BA4-0106 zum 1000-km-Rennen von Monza 1967 sowie zum 24-Stunden-Rennen von Le Mans 1967 gemeldet. Das Auto ging aber bei keinem der Rennen an den Start. In Le Mans wurde der Wagen vor Rennbeginn disqualifiziert.

### Iso

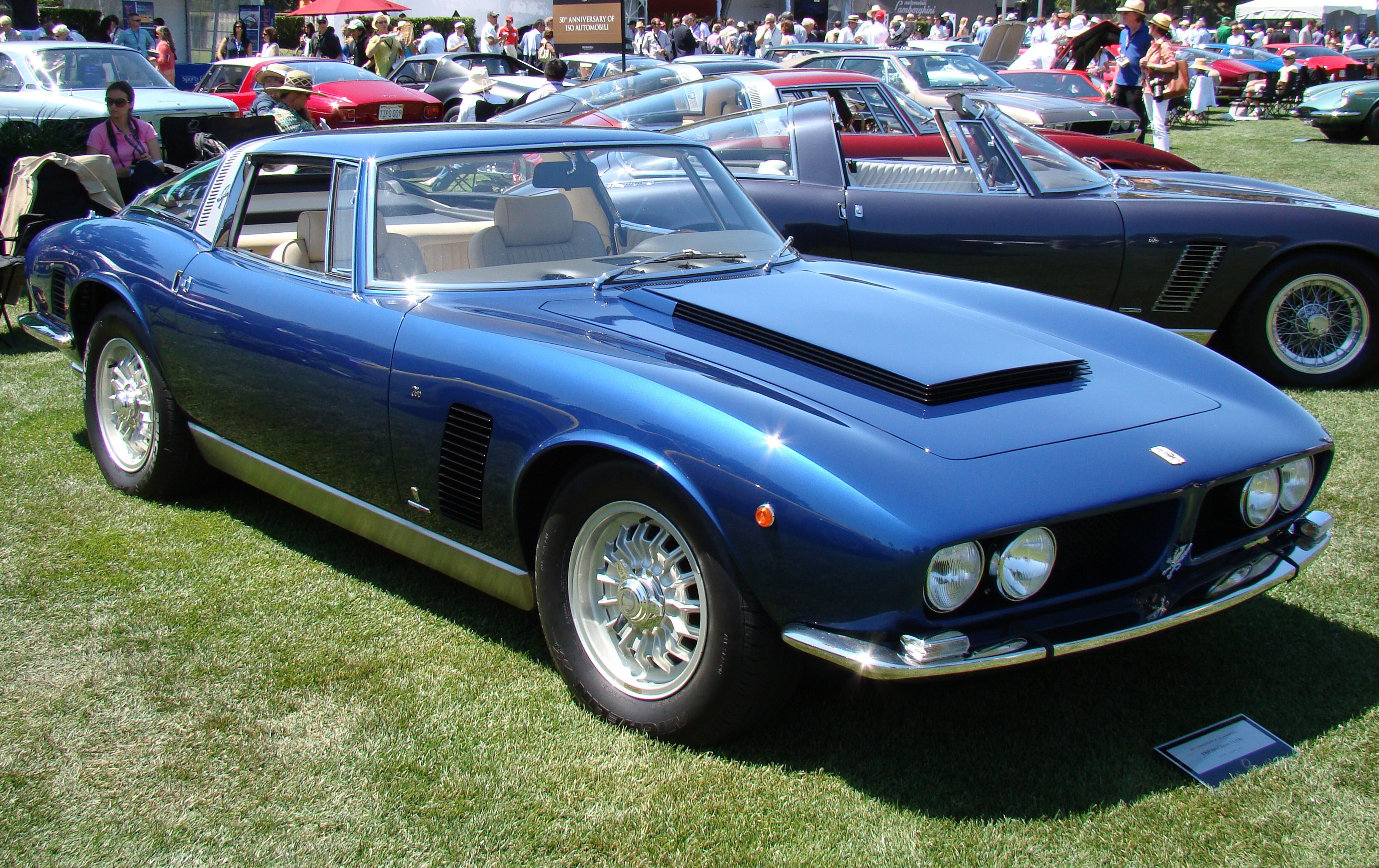
Iso Grifo (GL) 7 Litri

Der Nembo 7 Litri zeigte die technischen Möglichkeiten des von Bizzarrini konstruierten Chassis, das mit geringfügigen Abweichungen auch im hundertfach produzierten Straßensportwagen Iso Grifo GL verwendet wurde. Ausgelöst durch die positive Medienreaktion, die der Nembo 7 Litri in Italien und in den USA erhielt, führte Iso Rivolta 1968 eine besonders leistungsstarke Version des Grifo ein, die nach dem Vorbild des Nembo 7 Litri mit einem 7,0 Liter großen V8-Motor ausgestattet war. Im Fall des Grifo 7 Litri kam der Motor allerdings nicht von Ford, sondern von Chevrolet. Iso produzierte insgesamt 70 Exemplare des Grifo 7 Litri; von seinem Nachfolger Grifo CamAm, der einen 7,4 Liter großen Chevrolet-Motor hat, entstanden 20 weitere Fahrzeuge.